# Zagota
Zaggota é uma pequena cidade e comuna rural na província de Sidi Kacem, na região de Rabat-Salé-Kénitra, Marrocos . No censo de 2004, a comuna tinha uma população total de 9.526 pessoas vivendo em 1.456 lares.